# Oecetis cinerascens
Oecetis cinerascens là một loài Trichoptera trong họ Leptoceridae. Chúng phân bố ở miền Tân bắc.